# Jan Mølby
Jan Mølby (Kolding, 4 de julho de 1963) é um ex-futebolista profissional dinamarquês, que atuava como meia.

## Carreira
Jan Mølby fez parte do elenco da Seleção Dinamarquesa de Futebol da Copa do Mundo de 1986 